# Zygonemertes capensis
Zygonemertes capensis är en djurart som tillhör fylumet slemmaskar, och som beskrevs av Wheeler 1934. Zygonemertes capensis ingår i släktet Zygonemertes och familjen Amphiporidae. Inga underarter finns listade i Catalogue of Life.